# Câu Đinh

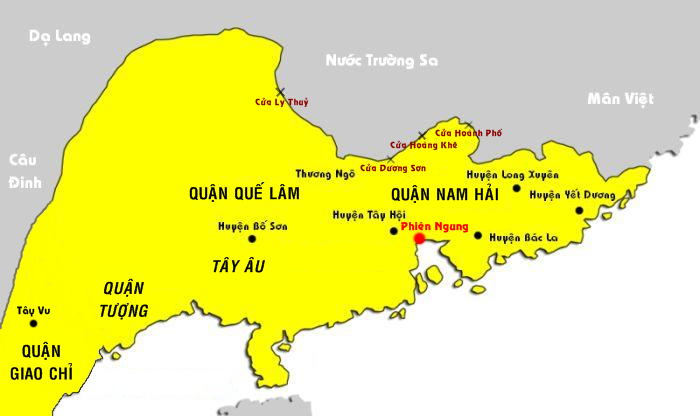
Vị trí nước Câu Đinh nằm ở phía Tây Bắc vương quốc Nam Việt (màu vàng), phía Nam nước Dạ Lang

Câu Đinh (chữ Hán: 鉤町 hoặc 句町; bính âm: Gōu tǐng hoặc Jù tǐng) là một vương quốc cổ đại nằm ở khu vực nay là phía Tây Nam Trung Quốc, do các tộc người Bách Việt lập nên.

## Dân tộc
Người dân vương quốc Câu Đinh khả năng chủ yếu là người Nùng, phía Bắc sông Nam Bàn là người Lậu Ngọa, khả năng chủ yếu là người Thị Sa, từ phía Đông sông Nhi Hồng cho đến Tang khả năng chủ yếu là người Tày.

## Di tích
- Bảo tàng huyện Tây Lâm thuộc địa cấp thị Bách Sắc, khu tự trị dân tộc Choang Quảng Tây, Trung Quốc.